# زبان‌های فریسی
زبان‌های فریسی (به انگلیسی: Frisian) زبان فریسی‌ها است که در شمال غربی هلند و در شمال مرکزی آلمان زندگی می‌کنند.
خانوادهٔ زبان‌های فریسی از زبان‌های هندواروپایی و عضوی از شاخه غربی خانوادهٔ زبان‌های ژرمنی است. نسبت به زبان‌های دیگر ژرمنی به زبان انگلیسی -که خود هم ژرمنی است- نزدیک تر است.
این زبان در استان فریسلاند هلند و در در مناطقی از استان اشلسویگ-هولشتاین آلمان و شهرستان ساترلند آلمان تکلم می‌شود. در ضمن در هلند به عنوان یکی از دو زبان رسمی به‌شمار می‌آید. حدود نیم میلیون نفر گویشوران بومی این زبان هستند.

## فهرست زبان‌ها
زبان فریسی ساترلند - زبان فریسکی (فریسی غربی) - زبان فریسی شمالی